# Advanced planning and scheduling
Advanced planning and scheduling (APS) – klasa zaawansowanych systemów informatycznych, związanych z zarządzaniem łańcuchem dostaw i stanowiących rozwinięcie systemów klasy MRP II i ERP. Wykonują złożone operacje związane ze szczegółowym planowaniem i harmonogramowaniem, co umożliwia optymalizację procesów produkcyjnych. Oryginalny koncept APS powstał w USA w latach 90. XX wieku i jest wciąż rozwijany.
W procesie harmonogramowania system APS uwzględnia możliwości firmy, w tym rzeczywiste zdolności produkcyjne i wszystkie występujące ograniczenia (liczba dostępnych pracowników czy poziom posiadanych zasobów). Posiadane zasoby zostają przypisane do konkretnych zleceń produkcyjnych, a stworzony harmonogram dokładnie określa terminy rozpoczęcia i zakończenia poszczególnych operacji. Odróżnia to system APS od MRP i ERP, które ustalają jedynie orientacyjne przedziały czasowe. APS bierze przy tym pod uwagę priorytety wyznaczone przez MRP oraz określone cele biznesowe firmy, takie jak np. wytwarzanie produktu po najniższym koszcie lub priorytetowe traktowanie danego klienta.

## Opis APS
- system i metodologia, w której podejmowanie decyzji (jak np. planowanie, kolejkowanie) w przedsiębiorstwach, zsynchronizowanie różnych sekcji, prowadzi do pełnej optymalizacji.
- technologia używana do planowania „łańcucha zapotrzebowań” oraz pomagająca przy podejmowaniu decyzji w jednostce produkcyjnej.
- system planujący produkcję w oparciu o zapotrzebowanie i dostępne materiały
- system optymalizujący sterowanie procesami wytwarzania

## Działanie systemu
Zaletą systemów APS jest możliwość wygenerowania planu produkcji nawet w ciągu kilku sekund, co pozwala znacznie skrócić czas pracy planistów. Ułatwiona jest również ich komunikacja i współpraca, ponieważ kilka osób może równocześnie wprowadzać zmiany w harmonogramie, a wyniki pracy są dostępne dla całego zespołu. Systemy tej klasy pozwalają także na tworzenie zapytań ofertowych oraz umożliwiają czytelną wizualizację procesów i ich ręczną modyfikację dzięki wykorzystaniu wykresów Gantta. Oprogramowanie APS może zostać zintegrowane z innymi systemami w przedsiębiorstwie, takimi jak ERP, MES czy SCADA, co pozwala na przetwarzanie danych z różnych źródeł i wprowadzanie bieżących zmian w harmonogramach. W planowaniu produkcji uwzględniane są również scenariusze awaryjne, na wypadek pojawienia się trudności lub wyzwań (np. zmiany cen surowców lub ograniczenia w ich dostępności). Dzięki temu przedsiębiorstwo może skuteczniej przewidywać ryzyko i lepiej dostosować się do zmian rynkowych. 

## Realizowane funkcje
- Optymalizacja algorytmów obsługujących i zajmujących się ograniczeniami wraz z uwzględnieniem celów biznesowych
- Położenie nacisku na działanie w pamięci jako programy rezydentne oraz bazy danych w celu możliwości tworzenia planów i rozkładów w trybie rzeczywistym
- Podejmowanie decyzji w czasie rzeczywistym
- Ulepszenie możliwości dostawczych
- Usuwanie niepotrzebnych nadwyżek magazynowych[4]
- Określanie zapotrzebowania klientów na produkty
- Określanie wymagań materiałowych na podstawie zapotrzebowania na gotowe produkty[5]
- Dokładne określanie czasu rozpoczęcia i zakończenia konkretnych zleceń produkcyjnych
- Przeprowadzanie symulacji i generowanie kolejnych wersji harmonogramu[1]
- Szybka identyfikacja wąskich gardeł[6]
- Wizualizacja harmonogramów produkcji
- Umożliwienie równoczesnej pracy kilku planistów[3]

## Zastosowanie
Na szeroką skalę systemy APS wdrażane są przez duże firmy produkcyjne, działające na skalę globalną. Jednak również średnie i małe przedsiębiorstwa wykorzystują zautomatyzowane rozwiązania tej klasy, aby zdobyć przewagę konkurencyjną. System APS wykorzystywany jest przede wszystkim w następujących branżach:
- handel detaliczny
- branża motoryzacyjna
- przemysł elektroniczny
- przemysł metalowy
- przemysł farmaceutyczny
- przemysł petrochemiczny i chemiczny
- przemysł spożywczy
- rolnictwo[7]